# St. Joseph (Hamburg-Wandsbek)
Koordinaten: 53° 34′ 23,9″ N, 10° 4′ 27,9″ O

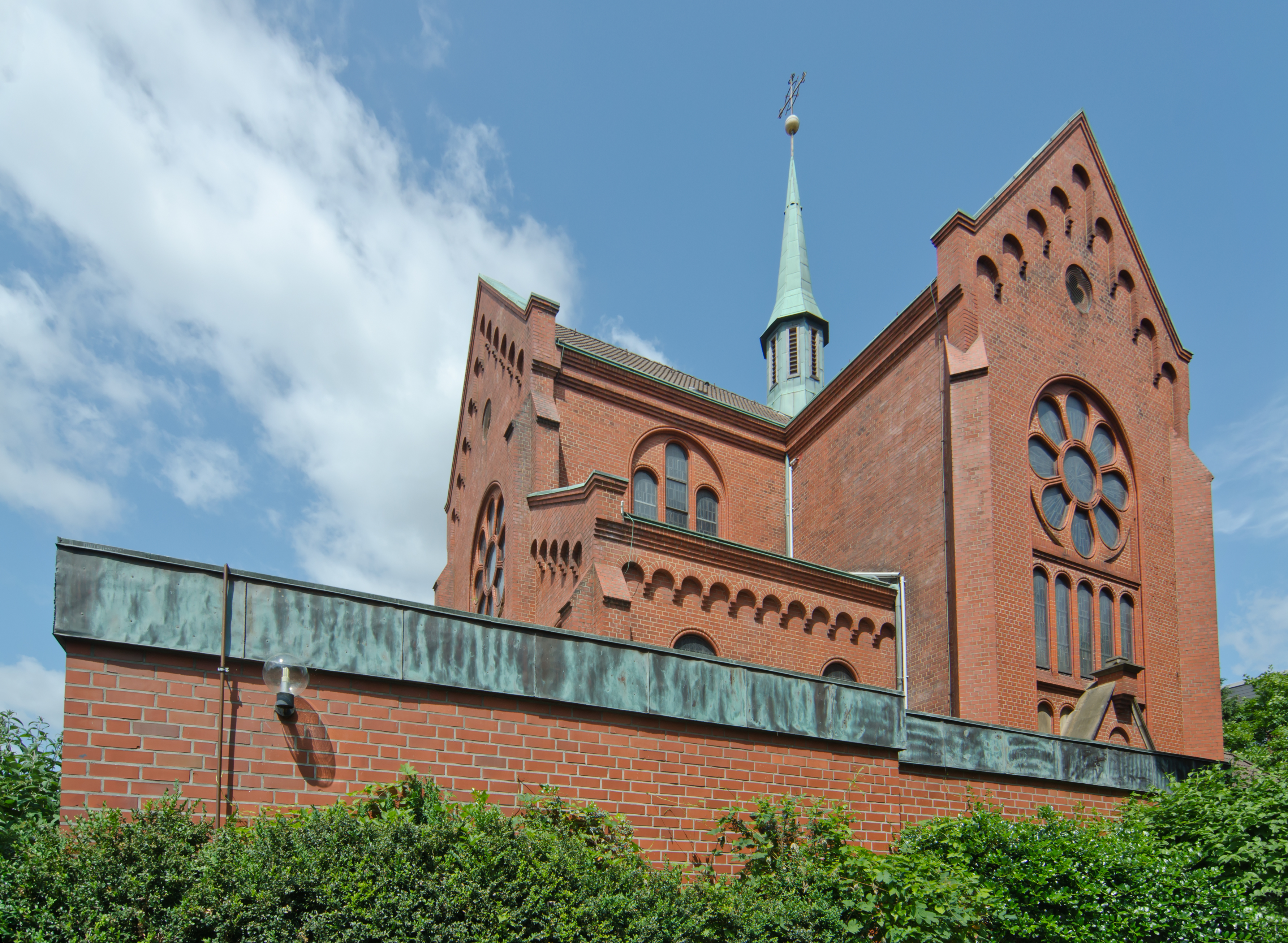
St. Joseph (Wandsbek)

Die römisch-katholische Kirche und Pfarrgemeinde St. Joseph  liegt im Hamburger Stadtteil Wandsbek. Sie ist dem Heiligen Joseph, Mann der Gottesmutter Maria, geweiht. Der neuromanische Bau liegt an der Witthöfftstraße, in der Nähe des Wandsbeker Marktplatzes, gegenüber dem Matthias-Claudius-Gymnasium.

## Geschichte der Kirche
Nach der Reformation war Wandsbek ein evangelischer Ort mit nur noch wenigen Katholiken. Ein erster Gottesdienst wurde 1762 im Wandsbeker Schloss durch einen französischen Geistlichen aus Altona abgehalten. Diese Gottesdienste waren nicht mehr möglich, nachdem das Schloss 1861 abgerissen wurde. Der Fabrikant Gobert richtet daraufhin noch im gleichen Jahr in seinem Haus in der Lübecker Straße 102 eine Kapelle ein, welche bis zum Tod Goberts im Jahr 1869 genutzt wurde. Die Gemeinde feierte ihre Gottesdienste danach im Gymnasium am Lärmberg, später in der protestantischen Kirche. 1882 bestand die Gemeinde aus 600 Personen und wurde 1885 vom Missionsbezirk zur Pfarrei erhoben,
für die der Bischof von Osnabrück im selben Jahr die Häuser Marktstraße 1 und 2–3 (heute Witthöfftstraße) erwarb. Die Gebäude wurden für Gottesdienst, Schulunterricht und eine Priesterwohnung genutzt. Der erste Gottesdienst fand dort am 20. Dezember 1885 statt. Zur Pfarrgemeinde gehörten neben Wandsbek noch die Ortschaften Steilshoop, Bramfeld, Hinschenfelde, Tonndorf-Lohe, Alt-Rahlstedt, Neu-Rahlstedt, Oldenfelde, Meiendorf, Barsbüttel, Jenfeld, Schiffbek, Öjendorf, Oststeinbek und Kirchsteinbek. Die weiter wachsende Gemeinde konnte 1900 das angrenzende Haus in der Markstraße 4 erwerben, welches nun als Pfarrhaus genutzt wurde. Das Gesamtgrundstück bot nun genug Platz für den Bau einer Kirche. Die Pläne für den Kirchenbau erstellte der Hamburger Architekt A.Brettschneider. Der Grundstein wurde am 13. November 1904 gelegt und die Weihe erfolgte am 3. September 1905. Während des Zweiten Weltkrieges kam es zu erheblichen Beschädigungen. Zu ersten Schäden an der Kirche und dem Pfarrhaus kam es in der Nacht vom 29. auf den 30. Juli 1943 durch Spreng- und Brandbomben. Diese Schäden konnten bis zum Februar 1944 repariert werden. Ende August 1944 wurde bei einem erneuten nächtlichen Bombenangriff das Dach der Kirche und die Fenster zerstört. Das Pfarrhaus war nicht mehr nutzbar und wurde 1953 durch einen Neubau ersetzt. Nach den Kriegszerstörungen erhielt die Kirche in der ersten Hälfte der 1950er Jahre neue Fenster mit verhaltenen geometrischen Ornamenten. Wegen Schäden durch Feuchtigkeit im Mauerwerk wurde bereits Ende der 1950er Jahre der erneute Einbau neuer Fenster erforderlich. Diese waren nun deutlich kürzer als bisher.
Zum Ende der 1960er Jahre zeigte sich, dass wegen noch immer bestehender Probleme mit Feuchtigkeit in den Wänden eine Grundsanierung erforderlich wurde. Dieser Umbau dauerte bis zum April 1972. Das Gemeindehaus wurde abgerissen, die Kirche erhielt einen Vorbau und die neuen Gemeindesäle umschlossen die Kirche auf der nördlichen Seite.

## Bauwerk

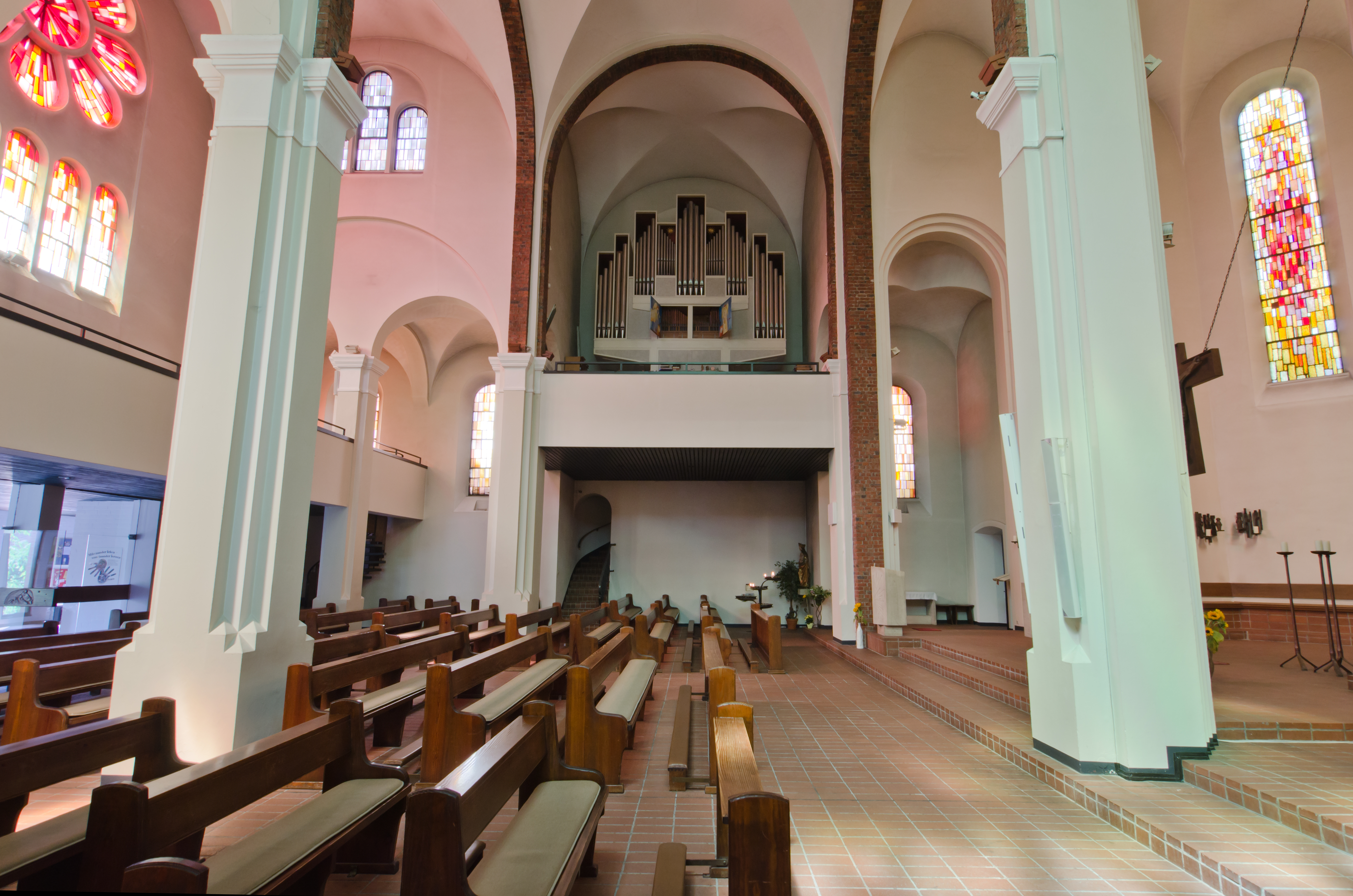
Blick zum Orgelprospekt auf der Nordseite der Kirche

Die Kirche ist im neuromanischen Stil mit Lang- und Querhaus angelegt. Mittelschiff und Querhaus bilden eine quadratische Vierung. Zentral auf dem Dach befindet sich ein Vierungstürmchen. Dieser Dachreiter wurde zunächst als offenes Türmchen ausgelegt und später mit Kupferblech verkleidet. 2007 erhielt die Kirche ihre Glocken, weshalb ein Glockenstuhl per Kran in den Turm gehoben wurde und die Kupferverkleidung Ausschnitte als Schallöffnung erhielt.

## Innenausstattung

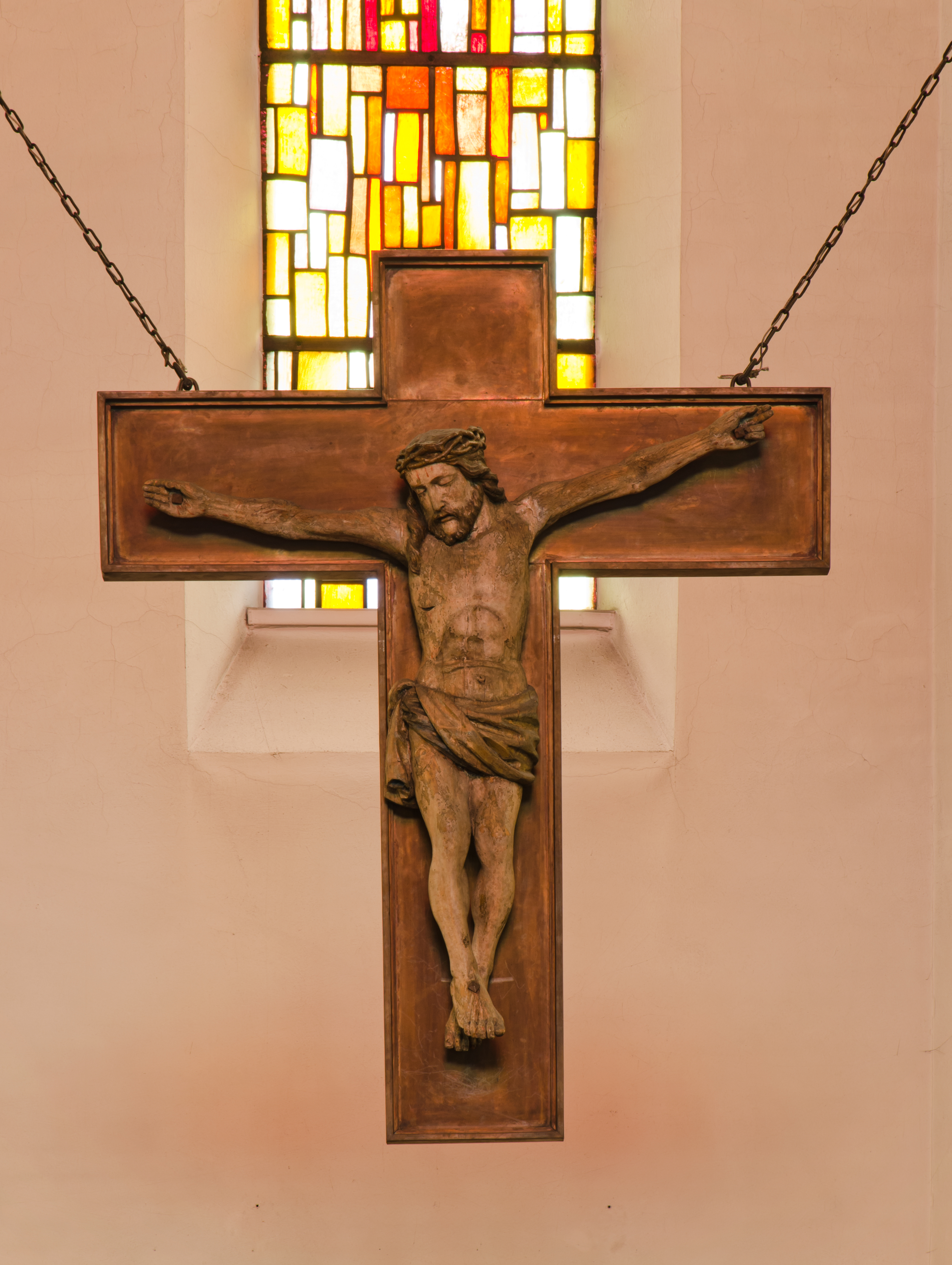
Kruzifix, entstanden um 1600

Der Innenraum wurde mehrfach stark verändert. Ursprünglich war der östliche Teil der Kirche mit Chor, Chorvorjochbereich und den Seitenkapellen prunkvoll mit vielfältigen Ornamenten bemalt. Die mit reichen Schnitzereien verzierte Kanzel befand sich am nordöstlichen Vierungspfeiler. Der Hochaltar stand auf einem dreistufigen Unterbau innerhalb des Chores. Erste Veränderungen erfolgten in den 1930er Jahren, als von der Gemeinde eine Orgel angeschafft und vor dem Westfenster eingebaut wurde. 1935 wurde der Chorbereich und die Seitenkapellen im Vorjoch einfarbig übermalt. Erhalten blieben zunächst in den Seitenkapellen die Quaderbemalung auf den Pfeilervorlagen und einigen Malereien an den Querschiffseiten. 
Ende der 1950er Jahre wurde ein neues Kreuz aufgehängt, welches sich heute in der Kirche St. Agnes in Hamburg-Tonndorf befindet. Eine neue Orgelempore wurde eingebaut, diesmal wegen der besseren Lichtverhältnisse jedoch an der Nordseite. Kanzel und Kreuzweg wurden entfernt und die Zugänge zu den beiden Sakristeien vermauert. Es entstanden durch neue Durchgänge zwei Kapellen, die spätere Tauf- und Sakramentskapelle. Im Kircheninneren wurden die Kapitelle von den Säulen entfernt und Wände und Decken einheitlich bemalt.
Im Zuge des Umbaus 1972 wurden die vorhandenen Kunstgegenstände überwiegend aus der Kirche entfernt und viele Ausstattungsstücke neu angeschafft. Altar, Ambo und Osterleuchter wurden von Alexander Walterfang aus Travertin geschaffen. Das fränkische Kruzifix, entstanden um das Jahr 1600, wurde angekauft. In dieser Zeit kam auch die um 1520 in Böhmen geschaffenen Madonna in den Besitz der Kirche. 1974 wurde auf der bereits 1958 erbauten Orgelempore eine von Franz Grollmann geschaffene Orgel errichtet. Der Taufbrunnen in der Taufkapelle wurde 1980 von Gisela Bär gestaltet. Abgebildet sind auf ihm die zwölf Apostel.

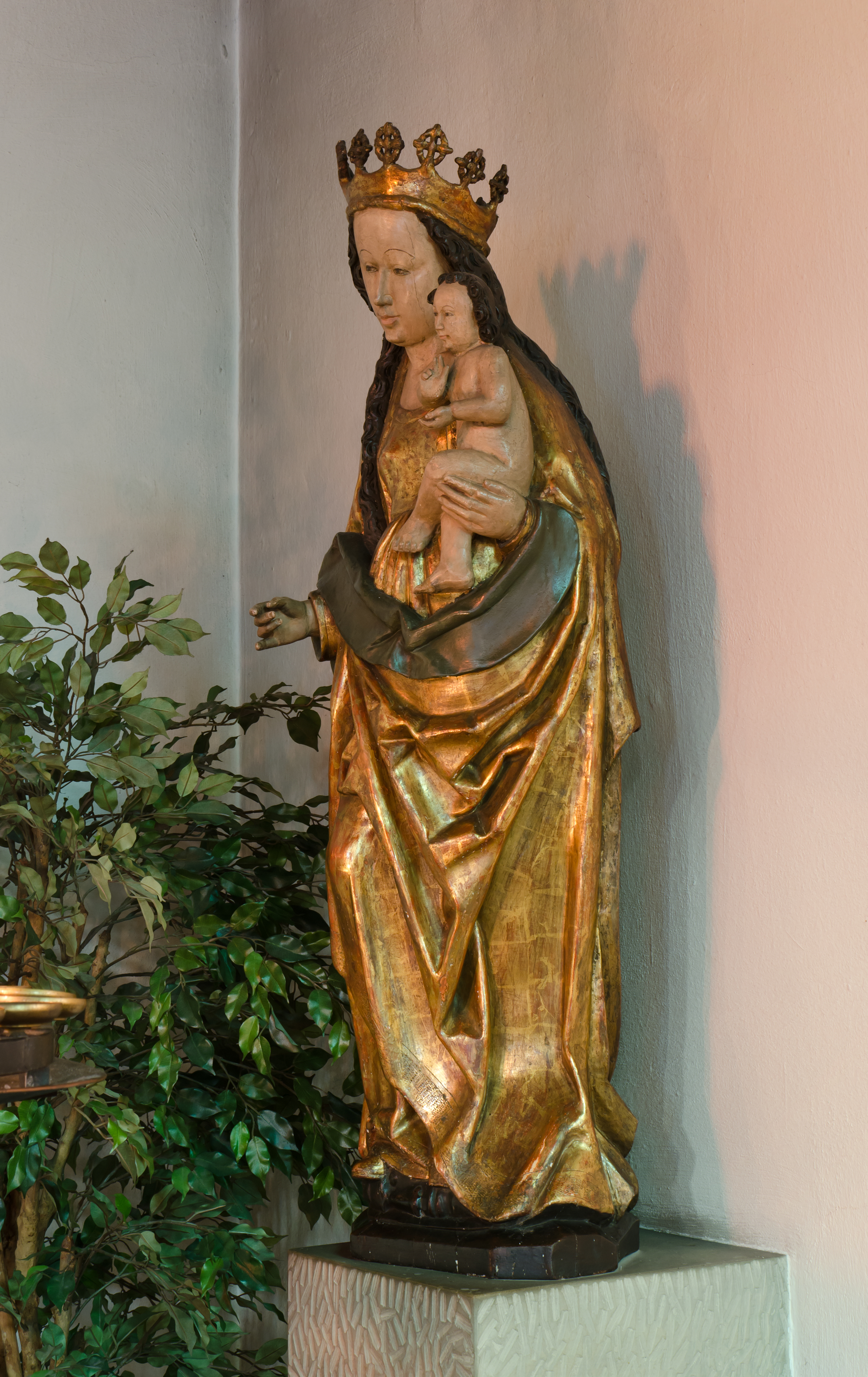
Madonnenstatue
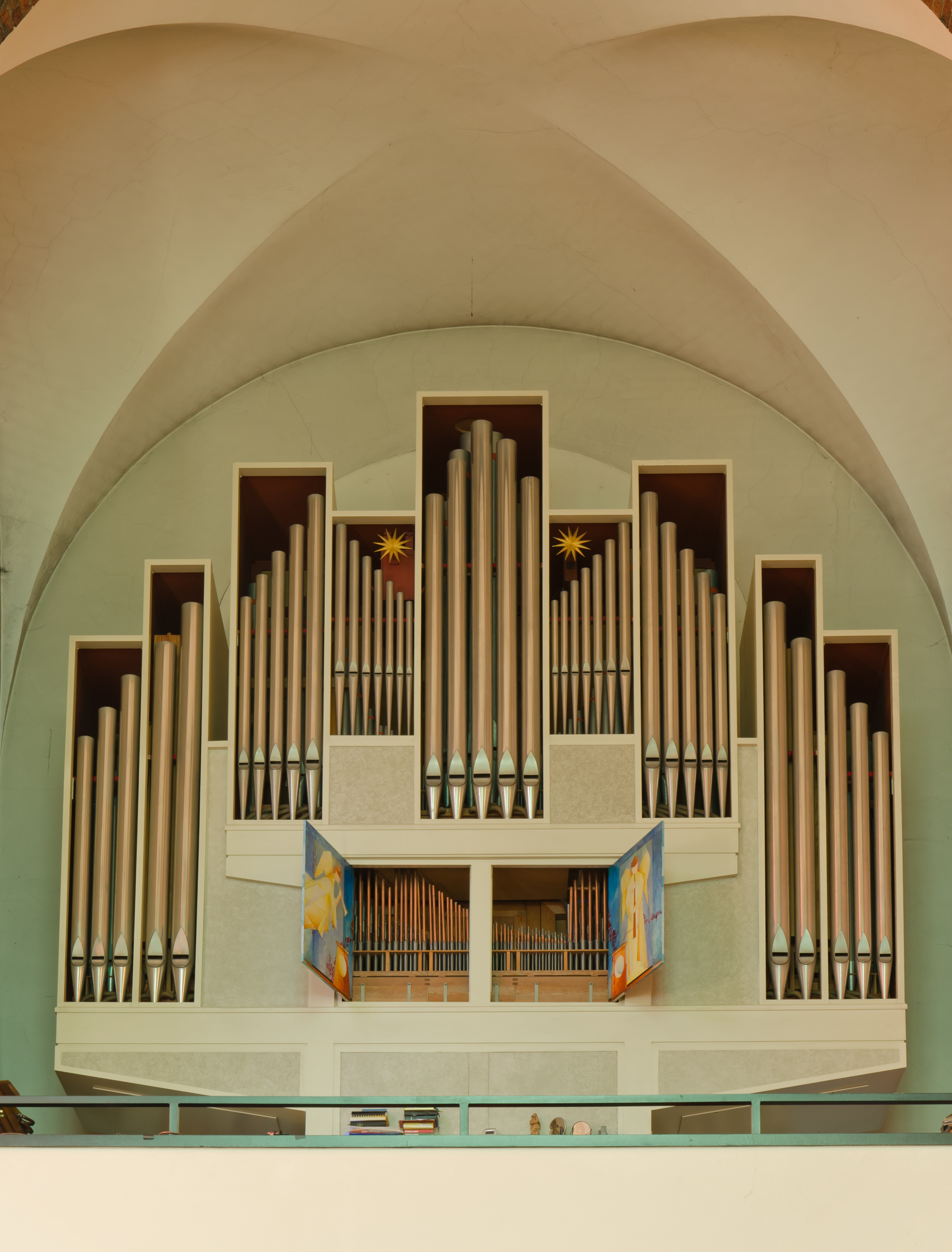
Orgel
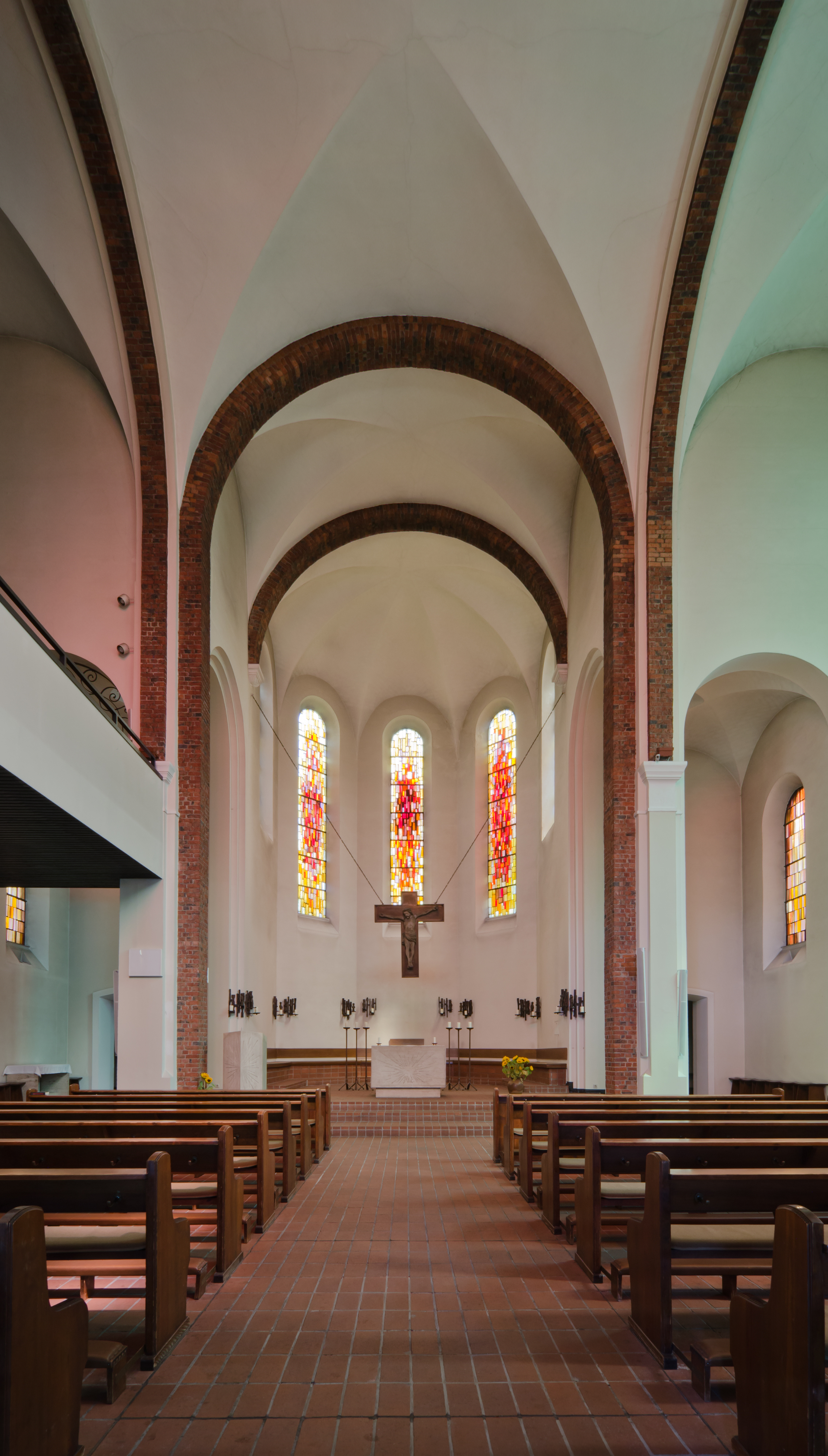
Blick Richtung Altar

## Glocken
Ursprünglich besaß die Kirche keine Glocken. Durch eine Spende im Jahr 2006 konnte ein Glockenstuhl in den Dachreiter eingebaut und drei Glocken angeschafft werden. Gegossen wurden die Glocken von der Glockengießerei Rudolf Perner in Passau. Die Glockenweihe fand am 21. März 2007 statt.
| Name           | Schlagton | Größe | Gewicht | Inschrift                                                | Übersetzung                                                                             | Symbolbild                 |
| Christusglocke | h´´       | 45 cm | 72 kg   | CONGREGAVIT.NOS.IN.UNUM.CHRISTI.SALVATORIS.AMOR          | Es führte uns zusammen die Liebe Christi des Erlösers.                                  | Kreuz über dem leeren Grab |
| Marienglocke   | cis´´´    | 40 cm | 50 kg   | FELIX.ES.SACRA.VIRGO.MARIA.EX.TE.ORTUS.EST.SOL.IUSTITIAE | Selig bist du, heilige Jungfrau Maria, aus dir ist die Sonne der Gerechtigkeit geboren. | Kreuz über dem Schiff      |
| Josephsglocke  | e´´´      | 33 cm | 29 kg   | S.JOSEPHE.FILI.DAVID.PATR.ECCL.ORA.PRO.NOBIS             | Heiliger Joseph, Sohn Davids, Patron der Kirche, bitte für uns.                         | Stern über der Krippe      |

Die Marienglocke hat einen Konpatron. Auf der Glockenschulter trägt sie zusätzlich die Inschrift S.BENEDICTE.O.P.N, zu deutsch Heiliger Benedikt, bitte für uns. Hintergrund ist, dass der Initiator des Glockenprojektes durch die Amtsübernahme des Papstes Benedikt den letzten Anstoß zur Konversion zur katholischen Kirche erhielt.
Die Josephsglocke dient der Kirche als Totenglocke. Da der Spender wenige Tage nach Fertigstellung des Geläutes starb, galt ihm das erste Läuten dieser Glocke.

## Bet-Box

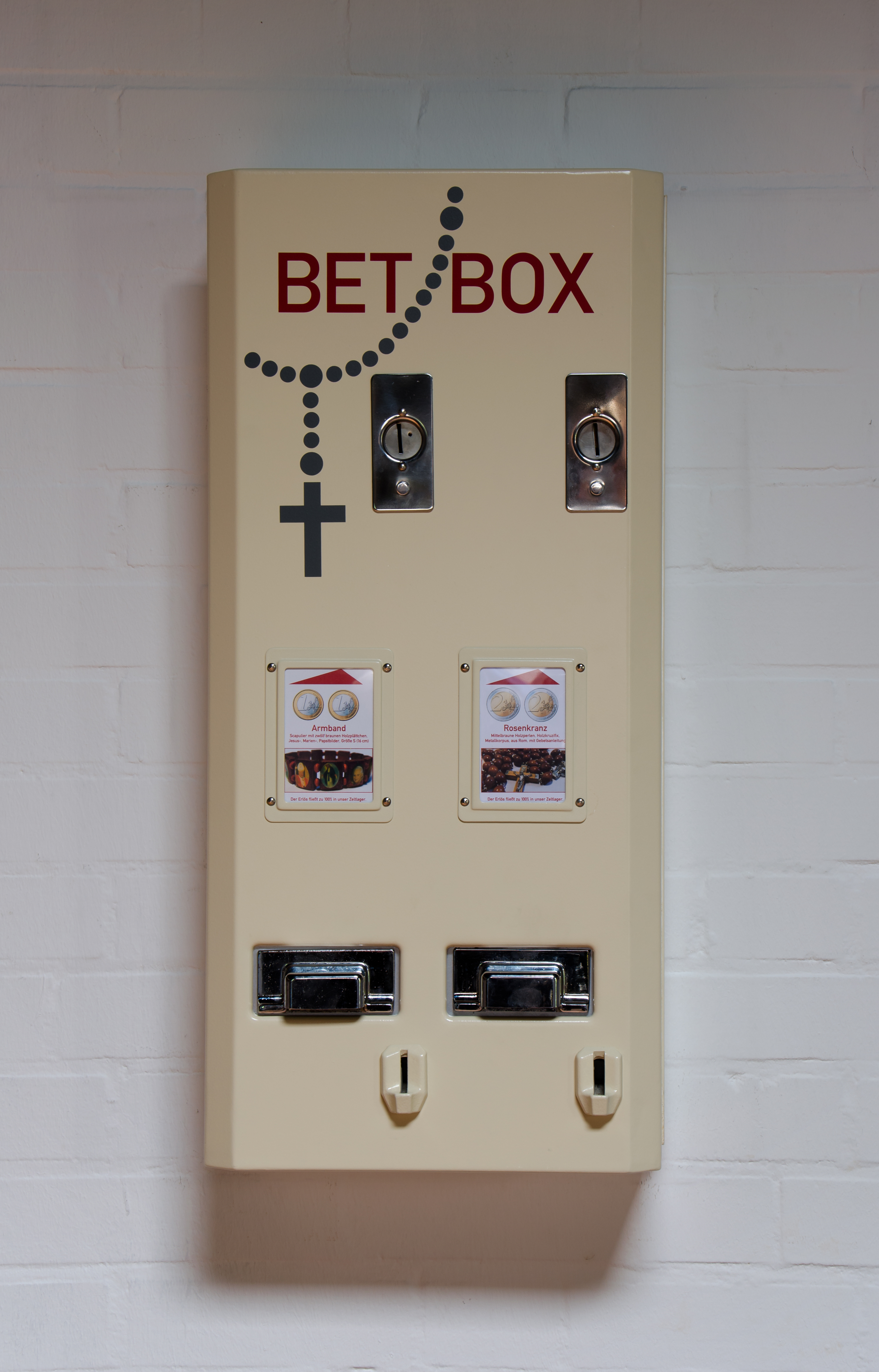
Bet-Box

Überregionale Aufmerksamkeit erhielt die Kirche, als am 16. Juni 2013 der nach eigenen Aussagen weltweit erste Automat für Rosenkränze im Vorraum der Kirche aufgestellt wurde. In dem vom Pastoralreferenten privat finanzierten Warenautomat werden neben Rosenkränzen inklusive einer Anleitung auch Armbänder mit religiösen Motiven zum Kauf angeboten. Die Erlöse der Bet-Box fließen vollständig in die Finanzierung des Zeltlagers der Gemeinde.

## Sonstiges
Im Gemeindegebiet in den Stadtteilen Wandsbek, Marienthal, Hinschenfelde und Teilen von Eilbek liegen folgende katholische Einrichtungen:
- Katholische Kindertagesstätte St. Joseph
- Katholische Schule St. Joseph (Grundschule)
- Senioren-Wohnanlage „St. Cosmas und Damian“, 1975 erbaut und durch einen Kreuzgang mit der Kirche verbunden, Schädlerstraße 20
- Maximilian-Kolbe-Haus der Katholischen Hochschulgemeinde an der Helmut-Schmidt-Universität/Universität der Bundeswehr Hamburg, Oktaviostraße 76